# Castillo de Carcelén
El castillo de Carcelén, en el municipio del mismo nombre, que actualmente es la ubicación de la biblioteca municipal (y sala de exposiciones) de esta localidad de la Manchuela albaceteña, es un antiguo castillo declarado, genéricamente Bien de Interés Cultural.

## Descripción histórico-artística
De los restos del castillo destaca la torre del homenaje, que conserva la puerta de acceso original, así como el remate de almenas, que se sitúa en lo que antiguamente era el patio del castillo y que en la actualidad es la plaza Mayor del pueblo.
El castillo data del siglo XIV y se reformó en el siglo XV. Además fue restaurado en la década de los años 90 del siglo XX. La torre del homenaje es de planta casi cuadrada y presenta tres torres redondas en los ángulos libres, mientras que uno de los ángulos está anexo a una construcción de dos plantas que es la que fundamentalmente hace las veces de residencia. De su carácter militar sólo quedan hoy la puerta de acceso y las almenas del remate, teniendo el resto de la edificación carácter residencial.
La historia del castillo se enlaza en la de las propia localidad, siendo difícil poder concretar su origen, que algunos autores consideran erigido por mandato de Don Sancho Manuel alrededor del año 1338; lo que sí se sabe es que ha sido utilizado en muchas ocasiones como cárcel; y también como residencia noble (el castillo acabó perteneciendo a Don Rafael Villanuesa y Cabanilles Verastegui y la Plazuela, Conde de Casal, lo cual dio un segundo nombre al castillo de Carcelén, que también es conocido como castillo del Conde de Casal). También se ubicó en su interior el Consistorio (incluso durante los primeros mandatos de la actual etapa democrática) y el colegio público. Por su parte, el patio del castillo, actual plaza mayor del pueblo es el escenario de distintos actos durante las fiestas de agosto.